# Папужка червонощокий
Папужка червонощокий (Cyclopsitta diophthalma) — вид папугоподібних птахів родини Psittaculidae. Мешкає в Австралії, на Новій Гвінеї та на сусідніх островах.

## Опис

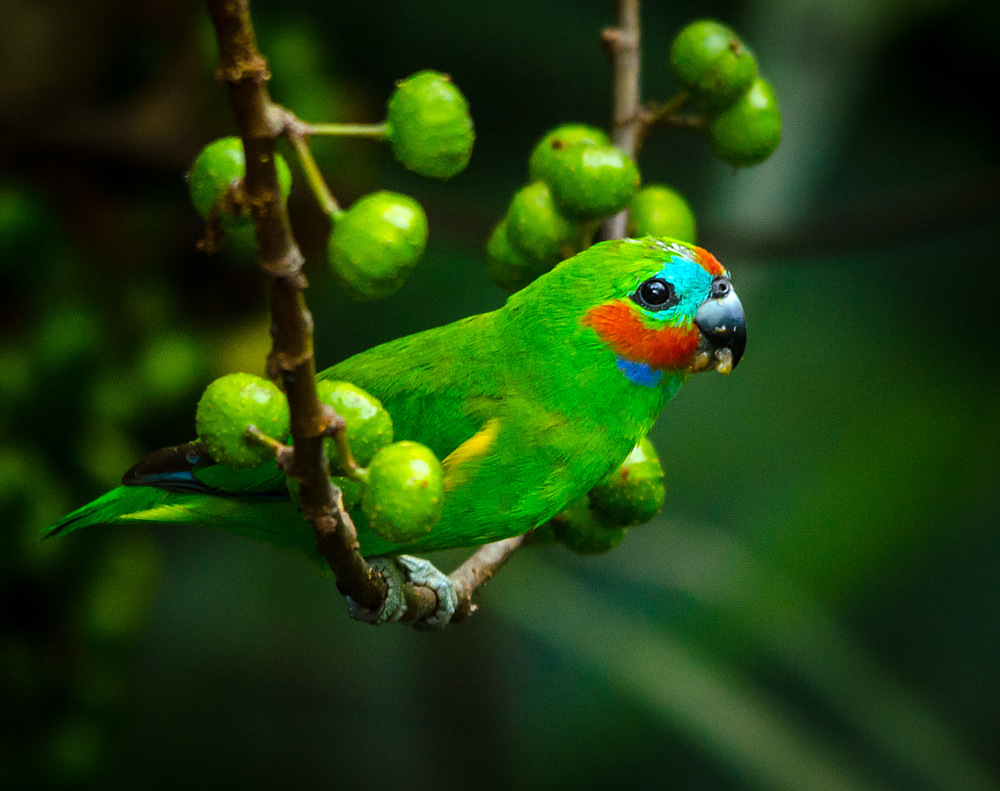
Самець червонощокого папужки (підвид C. d. macleayana)

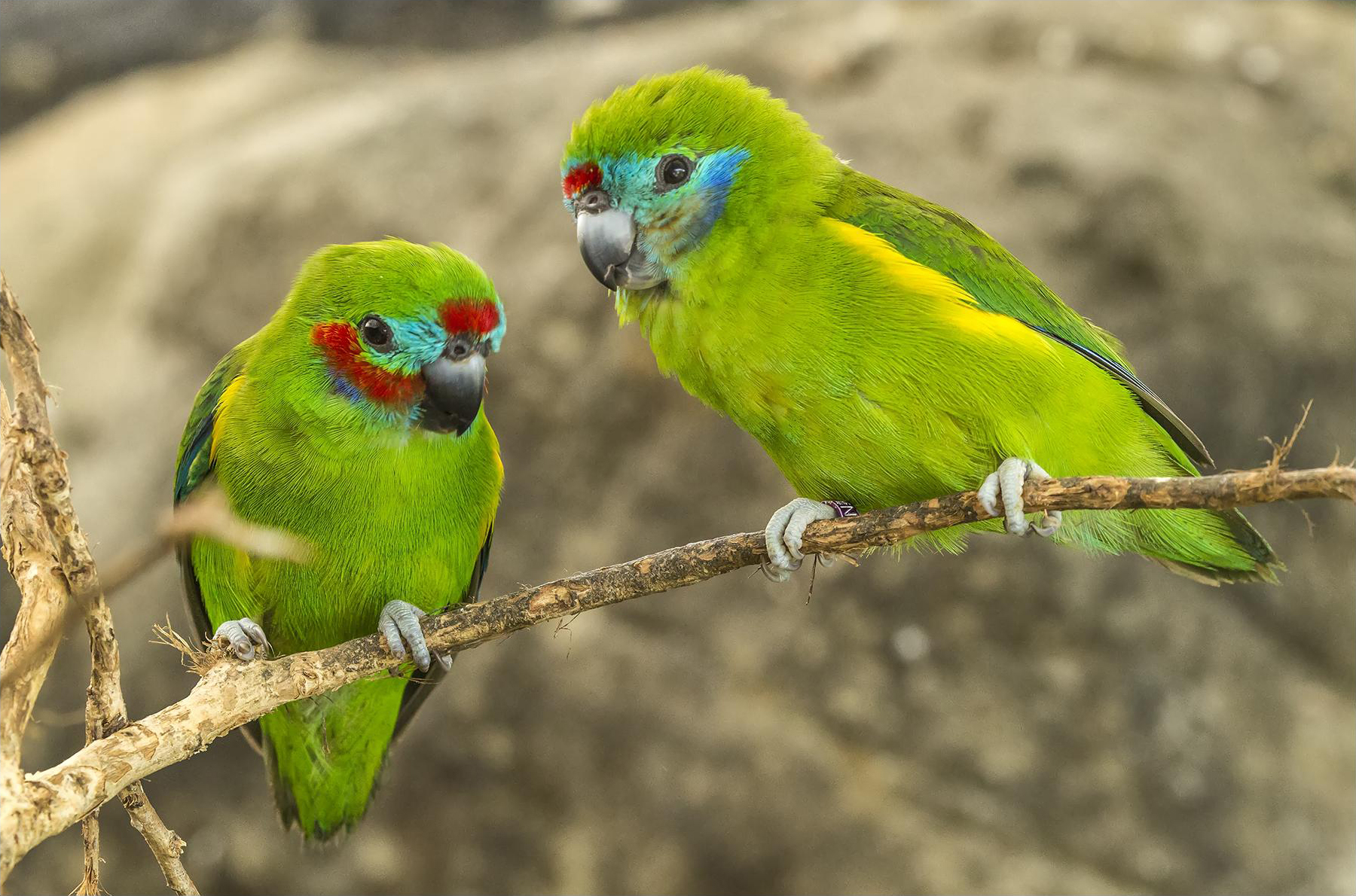
Пара червонощоких папужок

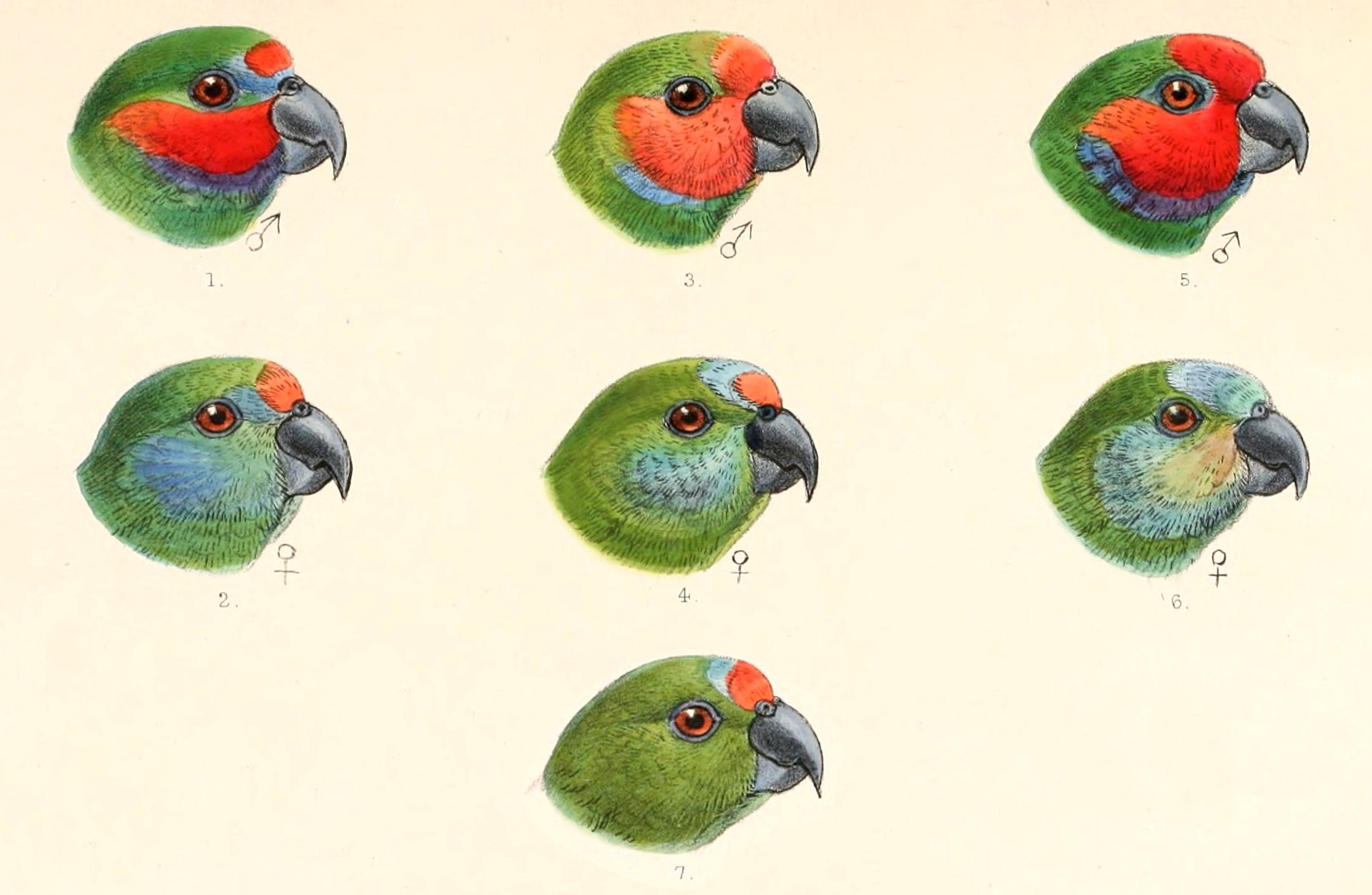
Забарвлення голови у самців і самиць різних підвидів

Червонощокий папужка є найменшим австралійським папугою, його довжина становить 13-16 см, а вага 25-55 г. Хвіст дуже короткий, голова відносно велика. У самців номінативного підвиду забарвлення переважно зелене, нижня частина тіла має легкий жовтуватий віддтінок. Лоб, тім'я, обличчя, щоки і скроні червоні, тім'я окаймлене жовтою смугою, над і під очима є блакитнувато-зелені плями, під червоними щоками є світло-фіолетові смуги. Боки і груди з боків яскраво-жовті, хвіст темно-зелений. Дзьоб біля основи світло-сірий, на кінці більш темний. Очі темно-карі, лапи зеленувато-сірі. У самиць номінативного підвиду червоні плями на голові відсутні, передня частина тімені у них фіолетово-синя, окаймлена вузькою, більш світлою смугою. Представники різних підвидів вирізняються кольоровим візерунком на голові. Політ червонощокого папужки швидкий, прямий. Зазвичай вони літають високо над лісовим наметом, уникають маневрування серед крон дерев. Під час польоту вони видають різкий, пронизливий крик "цієт-цієт".

## Підвиди
Виділяють сім підвидів:
- C. d. diophthalma (Hombron & Jacquinot, 1841) — острови Раджа-Ампат і Нова Гвінея (за винятком півдня);
- C. d. aruensis (Schlegel, 1874) — південь Нової Гвінеї і острови Ару;
- C. d. virago Hartert, E, 1895 — острови Д'Антркасто;
- C. d. inseparabilis Hartert, E, 1898 — острів Ванатінаї[en] (архіпелаг Луїзіада);
- C. d. marshalli (Iredale, 1946) — схід півострова Кейп-Йорк (північний Квінсленд);
- C. d. macleayana Ramsay, EP, 1874 — південний схід півострова Кейп-Йорк;
- C. d. coxeni Gould, 1867 — східне узбережжя Австралії (південно-східний Квінсленд і північно-східний Новий Південний Уельс).

Деякі дослідники виділяють підвид C. d. coxeni у окремий вид Cyclopsitta coxeni.

## Поширення і екологія
Червонощокі папужки мешкають в Австралії, Індонезії і Папуа Новій Гвінеї. Вони живуть у вологих рівнинних і гірських лісах, в мангрових лісах, парках і садах. Зустрічаються парами або невеликими зграйками, на висоті до 1600 м над рівнем моря. Живляться переважно стиглими плодами і насінням фікусів, а також ягодами, насінням, нектаром, пилком і личинками комах. На відміну від багатьох інших папуг, що гніздяться в природних дуплах дерев, червонощокі папужки самостійно видовбують дупло в гнилій деревині. А Австралії сезон розмноження триває з серпня по листопад. В кладці 2 яйця. що відкладаються з інтервалом у 2 доби. Насиджують лише самиці. Пташенята покидають гніздо через 50 днів після вилуплення.

## Збереження
МСОП загалом класифікує червонощокого папужку як вид, що не потрекбує особивих заходів зі збереження, однак підвид C. d. coxeni, який визнається окремим видом Cyclopsitta coxeni, класифікується як такий, що перебуває під загрозою зникнення. За оцінками дослідників, популяція цього підвиду становить від 50 до 250 птахів. Підвиду C. d. coxeni загрожує знищення природного середовища.